# كارلوس راميريز (ممثل)
كارلوس راميريز (بالإسبانية: Carlos Julio Ramírez)‏ هو مغني وممثل مكسيكي، ولد في 4 أغسطس 1916 في كولومبيا، وتوفي في 11 ديسمبر 1986 في الولايات المتحدة بسبب سرطان.

## أعمال

### أفلام
- (1945) رفع المرسى
- (2015) ذي هيومن سينتيبيد 3[1]

## وصلات خارجية
- كارلوس راميريز على موقع IMDb (الإنجليزية)
- كارلوس راميريز على موقع ألو سيني (الفرنسية)
- كارلوس راميريز على موقع ميوزك برينز (الإنجليزية)
- كارلوس راميريز على موقع ميوزك برينز (الإنجليزية)
- كارلوس راميريز على موقع أول موفي (الإنجليزية)
- كارلوس راميريز على موقع قاعدة بيانات الأفلام السويدية (السويدية)
- كارلوس راميريز على موقع ديسكوغز (الإنجليزية)
- كارلوس راميريز على موقع قاعدة بيانات الفيلم (الإنجليزية)
- كارلوس راميريز على موقع كينوبويسك (الروسية)